# Hanban
Hanban (čínsky v českém přepisu Chanpan, zjednodušenými znaky 汉办, pchinjinem Hànbàn), též známý jako Ředitelství Konfuciových institutů, je zkratka pro Čínský národní úřad pro mezinárodní šíření čínského jazyka (čínsky国家汉语国际推广领导小组办公室; pchinjinem guójiā Hànyǔ guójì tuīguǎng lǐngdǎo xiǎozǔ bàngōngshì).
Jedná se o neziskovou veřejnou organizaci propojenou s Ministerstvem školství Čínské lidové republiky. Hanban je hlavně známý svým programem Konfuciových institutů, ale i soutěží Chinese Bridge a zkouškami z čínského jazyka HSK. Sídlo Hanbanu je v Pekingu.

## Vznik
Hanban vznikl roku 1987 pod tehdejším názvem Úřad pro výuku čínštiny jako cizího jazyka (anglicky National Office for Teaching Chinese as a Foreign Language, zkráceně NOCFL).
Někteří tvrdí, že vzniku Hanbanu pomohli reformy „otevírání Číny světu“ prezidenta Teng Siao-pchinga.

## Administrace

### Funkce
Hanban má na starost financování a chod Konfuciových institutů, které financuje a je hlavním orgánem propagace a šíření čínského jazyka. Kromě toho je zodpovědný za nákup učebnic a studijních materiálů pro Konfuciovy instituty, ale i provoz soutěží Chinese Bridge a zkoušek z čínského jazyka HSK.

### Organizační struktura
Organizačně spadá přímo pod Ministerstvo školství ČLR. Hanban oficiálně funguje jako nezisková organizace, ale spadá pod politickou kontrolu. Kontroluje jej komise složená ze členů státní rady, ministerstva zahraničních věcí, ministerstva kultury a ministerstva školství ČLR. V čele komise stojí od roku 2013 vicepremiérka Politbyra Liou Jen-tung.
K červenci 2019 má Hanban pět ředitelů: Ma Jianfei, Zhao Guocheng, Jing Wei, Yu Yunfeng, and Yu Tianqi.

Má několik odnoží, včetně tří samostatných oddělení Konfuciova institutu zodpovědných za regiony Asie a Afriky, Ameriky a Oceánie, Evropy.

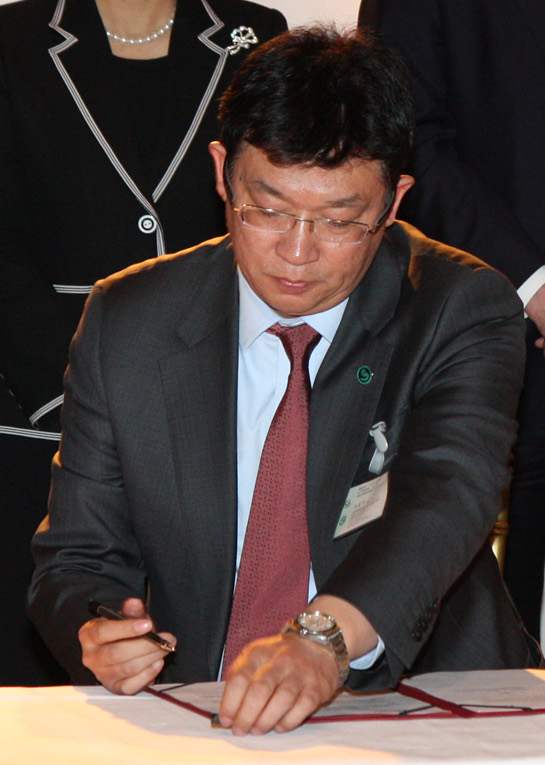
Ředitel Hanbanu Ma Jianfei při podepisování smlouvy o podpoře výuky Mandarínské čínštiny ve Velké Británii; Londýn, 2012

## Programy

### Konfuciův institut
První Konfuciův institut pod záštitou Hanbanu vznikl v roce 2004 v Jižní Koreji v hlavním městě Soulu. K roku 2019 je na světě 530 Konfuciových institutů a 1,139 Konfuciových učeben ve 159 zemích světa. V České republice jsou dva instituty: od září 2007 v Olomouci (Univerzita Palackého) a od roku 2019 v Praze (VŠFS). Instituty jsou financovány z poloviny hostitelskou univerzitou a z poloviny univerzitou čínskou. Při vzniku nových institutů se Hanban zpravidla spojí se zahraniční univerzitou a přiřadí k ní čínskou univerzitu. Univerzity poté navzájem uzavřou smlouvu mezi sebou.

## Kritika
Hanban bývá často kritizován kvůli programu Konfuciových institutů po celém světě jako nástroj čínské soft power. UK obdržela žádost o zřízení institutu na přelomu let 2016 a 2017, ale nabídku odmítla. Rektor univerzity Tomáš Zima sdělil: "Důvodem nezájmu a negativního stanoviska byla informace, že Konfuciův institut je více než jen pouhou institucí na podporu čínské kultury a jazyka, ale že jde též o částečně politicky zaměřený institut." Dále je kritizován akademiky a žurnalisty kvůli incidentu generální ředitelky Hanbanu Sü Lin na konferenci v Braze v roce 2014.

### Sü Lin a incident v Braze
Na 20. konferenci Evropské asociace čínských studií (EACS) v portugalském městě Braga v červenci 2014 Sü Lin, generální ředitelka Hanbanu, nařídila personálu Univerzidade do Minho, aby vytrhali stránky odkazující na tchajwanskou akademickou instituci Chiang Ching-Kuo Foundation ze všech brožur. Poté prohlásila, že tyto instituce „jsou proti čínským regulacím“. Dle tchajwanských úředníků tím však „ranila tchajwanské city a ublížila tím vzájemným vztahům“.